# Sente
Sente はThird Street Software, Inc.により提供されている引用管理ソフトウェア。Mac OSで動作する。iPad用アプリケーションとして、Sente Reference Manager for iPad及びSente Viewerも存在する。

## 概要
ソフトウェア内にウェブブラウザを搭載しており、PubMedやScience Direct、Google Scholarなど、対応サイトで文献を検索することで文献情報を直接インポートすることが可能。
Bibliography formatとしてAPAやChicago、MLAなどを利用できるだけでなく、カスタムフォーマットを作成することもできる。Microsoft WordやApple Pagesなどのワードプロセッサとの連携機能も用意されている。
Senteのライブラリは、PDFも含めてオンラインで自動同期可能。iPad用アプリケーションであるSente Reference Manager for iPadを用いればMac上に作成したライブラリを閲覧編集することができる。Sente Viewerは閲覧のみとなる。
サポートサイトは2017年9月に休止し、開発は終了している。